# Sam Merrill
Samuel Hoskins Merrill, detto Sam (Salt Lake City, 15 maggio 1996), è un cestista statunitense.

## Carriera
Figlio di John e Jenny Merrill, ha una sorella maggiore Molli.
Merrill ha sposato la calciatrice Kanyan Ward nel maggio 2018.

### High school
Cresciuto a Bountiful, nello Utah, e ha frequentato la Bountiful High School. È diventato un titolare al secondo anno a metà stagione e ha segnato una media di 6,5 punti a partita e 2,6 assist. Da junior, Merrill aveva una media di 18,3 punti, 6,8 rimbalzi, 5,4 assist e 2,2 palle recuperate a partita ed è stato nominato nell'All-State First Team da Deseret News e Salt Lake Tribune. Ha pubblicato 15,8 punti, 7,4 assist, 4,6 rimbalzi e 2,3 recuperi a partita da senior e ha portato Bountiful a un titolo di stato 4A. Merrill è stato poi reclutato da Stanford e Princeton, ma ha scelto Utah State.

### College
Merrill è andato in missione di due anni in Nicaragua per i Santi degli Ultimi Giorni prima del suo primo anno a Utah State. Quando è tornato, il capo allenatore Stew Morrill si è ritirato ed è stato sostituito da Tim Duryea. Merrill ha registrato 9,4 punti a partita come matricola, oltre ad avere fornito 98 assist nell'arco della stagione.
Nella sua seconda stagione, Merrill aveva una media di 16,3 punti a partita. È stato nominato nell'All-Mountain West Third Team.
Da junior, Merrill aveva una media di 20,9 punti, 4,2 assist, 3,9 rimbalzi e 1,1 palle rubate a partita. Ha tirato con il 46,1% dal campo, il 37,6% da dietro l'arco e il 90,9% dalla linea di tiro libero. Ha portato Utah State al titolo del Mountain West Tournament, assicurandosi la candidatura automatica al torneo NCAA. È stato nominato Giocatore dell'anno per la Mountain West Conference e MVP del torneo Mountain West, oltre a Menzione d'onore AP All-American. Merrill ha realizzato il suo record di punti il 5 marzo 2019 segnandone 38, in una vittoria per 100-96 al supplementare contro Colorado State.
All'apertura della stagione del suo ultimo anno ha segnato 28 punti per aiutare gli Aggies a sconfiggere Montana State per 81-73. L'11 febbraio, contro Colorado State, ha superato i 2.000 punti in carriera e ha superato Wayne Estes per il terzo posto nella lista dei marcatori di tutti i tempi della scuola.  Ha concluso con 32 punti e 5 assist in una vittoria per 75-72. Al termine della stagione regolare è stato nominato nell'All-Mountain West First Team. Ha portato Utah State a un altro campionato di Mountain West Tournament, assicurandosi la candidatura automatica al torneo NCAA, ed è stato nominato Mountain West Tournament MVP. Il torneo è stato annullato subito dopo la sua ultima partita, dove ha realizzato 27 punti in una vittoria per 59-56 contro San Diego State nella finale del torneo e ha segnato il canestro da tre punti della vittoria a 2,5 secondi dalla fine.

### NBA

#### Milwaukee Bucks (2020-2021)
Il 18 novembre 2020 è stato selezionato dai New Orleans Pelicans come scelta finale del Draft NBA 2020.
Il 24 novembre è stato ceduto ai Milwaukee Bucks come parte di uno scambio a quattro squadre, che ha coinvolto anche gli Oklahoma City Thunder e i Denver Nuggets.

## Statistiche
| † | Denota la stagione in cui Love ha vinto il titolo |

### NCAA
| Anno      | Squadra         | PG  | PT  | MP   | TC%  | 3P%  | TL%  | RP  | AP  | PRP | SP  | PP   |
| --------- | --------------- | --- | --- | ---- | ---- | ---- | ---- | --- | --- | --- | --- | ---- |
| 2016-2017 | Utah St. Aggies | 31  | 18  | 26,2 | 45,0 | 45,1 | 87,8 | 3,0 | 3,2 | 0,9 | 0,2 | 9,1  |
| 2017-2018 | Utah St. Aggies | 34  | 33  | 35,4 | 50,4 | 46,4 | 84,9 | 3,3 | 3,1 | 1,0 | 0,2 | 16,3 |
| 2018-2019 | Utah St. Aggies | 35  | 35  | 35,3 | 46,1 | 37,6 | 90,9 | 3,9 | 4,2 | 1,1 | 0,3 | 20,9 |
| 2019-2020 | Utah St. Aggies | 32  | 32  | 35,0 | 46,1 | 41,0 | 89,3 | 4,1 | 3,9 | 0,9 | 0,1 | 19,7 |
| Carriera  | Carriera        | 132 | 118 | 33,1 | 47,1 | 42,1 | 89,1 | 3,6 | 3,6 | 1,0 | 0,2 | 16,7 |

#### Massimi in carriera
- Massimo di punti: 38 vs Colorado State (5 marzo 2019)[9]
- Massimo di rimbalzi: 9 vs Florida (21 dicembre 2019)
- Massimo di assist: 12 (2 volte)
- Massimo di palle rubate: 5 vs San Jose State (16 gennaio 2019)
- Massimo di stoppate: 1 (25 volte)
- Massimo di minuti giocati: 45 (2 volte)

### NBA

#### Regular Season
| Anno       | Squadra             | PG  | PT | MP   | TC%  | 3P%  | TL%  | RP  | AP  | PRP | SP  | PP  |
| ---------- | ------------------- | --- | -- | ---- | ---- | ---- | ---- | --- | --- | --- | --- | --- |
| 2020-2021† | Milwaukee Bucks     | 30  | 2  | 7,8  | 44,4 | 44,7 | 100  | 1,0 | 0,7 | 0,3 | 0,0 | 3,0 |
| 2021-2022  | Memphis Grizzlies   | 6   | 0  | 9,6  | 33,3 | 30,4 | 50,0 | 1,2 | 0,7 | 0,0 | 0,0 | 4,2 |
| 2022-2023  | Cleveland Cavaliers | 5   | 0  | 11,8 | 40,9 | 27,8 | 100  | 1,8 | 1,0 | 0,8 | 0,0 | 5,0 |
| 2023-2024  | Cleveland Cavaliers | 61  | 1  | 17,5 | 40,2 | 40,4 | 92,9 | 2,0 | 1,8 | 0,3 | 0,1 | 8,0 |
| 2024-2025  | Cleveland Cavaliers | 71  | 4  | 19,7 | 40,6 | 37,2 | 96,6 | 2,2 | 1,5 | 0,7 | 0,2 | 7,2 |
| Carriera   | Carriera            | 173 | 7  | 16,3 | 40,5 | 38,6 | 92,5 | 1,9 | 1,4 | 0,5 | 0,1 | 6,5 |

#### Play-off
| Anno     | Squadra             | PG | PT | MP   | TC%  | 3P%  | TL%  | RP  | AP  | PRP | SP  | PP  |
| -------- | ------------------- | -- | -- | ---- | ---- | ---- | ---- | --- | --- | --- | --- | --- |
| 2021†    | Milwaukee Bucks     | 8  | 0  | 3,8  | 28,6 | 20,0 | -    | 0,6 | 0,1 | 0,5 | 0,0 | 0,6 |
| 2024     | Cleveland Cavaliers | 10 | 0  | 12,5 | 34,5 | 37,0 | 100  | 1,2 | 0,9 | 0,0 | 0,0 | 3,3 |
| 2025     | Cleveland Cavaliers | 8  | 3  | 19,9 | 37,5 | 35,9 | 66,7 | 2,5 | 1,8 | 0,5 | 0,3 | 5,8 |
| Carriera | Carriera            | 26 | 3  | 12,1 | 35,5 | 35,2 | 83,3 | 1,4 | 0,9 | 0,3 | 0,1 | 3,2 |

#### Massimi in carriera
- Massimo di punti: 27 vs Utah Jazz (20 dicembre 2023)[10]
- Massimo di rimbalzi: 6 vs Charlotte Hornets (9 aprile 2021)
- Massimo di assist: 5 vs New York Knicks (27 marzo 2021)
- Massimo di palle rubate: 3 (2 volte)
- Massimo di stoppate: 1 (2 volte)
- Massimo di minuti giocati: 30 vs Utah Jazz (20 dicembre 2023)

### G League
| Anno      | Squadra          | PG | PT | MP   | TC%  | 3P%  | TL%  | RP  | AP  | PRP | SP  | PP   |
| --------- | ---------------- | -- | -- | ---- | ---- | ---- | ---- | --- | --- | --- | --- | ---- |
| 2020-2021 | Memphis Hustle   | 5  | 5  | 28,9 | 34,9 | 34,4 | 16,7 | 4,4 | 3,4 | 1,8 | 0,0 | 11,2 |
| 2021-2022 | Memphis Hustle   | 2  | 2  | 33,6 | 63,0 | 46,7 | 66,7 | 6,0 | 7,0 | 0,0 | 0,0 | 22,5 |
| 2022-2023 | Cleveland Charge | 39 | 38 | 34,2 | 45,8 | 43,5 | 87,0 | 3,6 | 2,8 | 1,2 | 0,2 | 17,0 |
| Carriera  | Carriera         | 46 | 45 | 33,5 | 45,4 | 42,9 | 78,8 | 3,8 | 3,1 | 1,2 | 0,2 | 16,6 |

## Palmarès
- Campionato NBA: 1

Milwaukee Bucks: 2021